# Giorgio Rocca

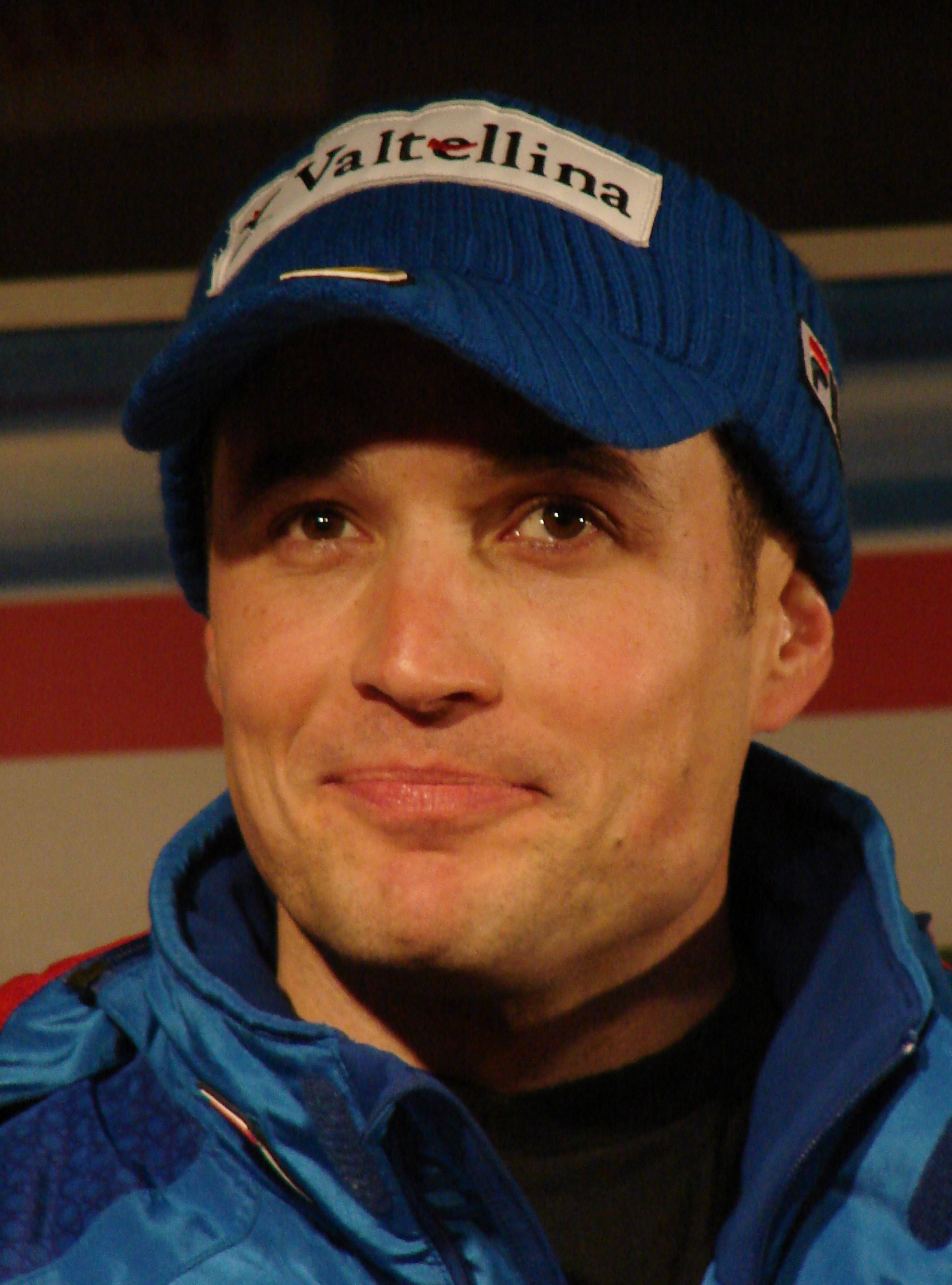
Giorgio Rocca

Giorgio Rocca (Chur, 6 augustus 1975) is een in Zwitserland geboren Italiaanse alpineskiër.
Rocca is een slalomspecialist en was een van de grote favorieten op diezelfde discipline tijdens de Olympische Winterspelen 2006 in eigen land. Rocca was de grote hoop van Italië op een gouden medaille en mede daarom mocht hij op 10 februari tijdens de openingsceremonie de Olympische eed namens alle sporters afleggen. Hiermee was hij de vijfde alpineskiër in de Olympische historie die deze eer te beurt valt. Vier jaar eerder ging skeletonracer Jim Shea hem in Salt Lake City voor. Tijdens de Spelen kwam hij echter tijdens de eerste manche van de slalomwedstrijd al na enkele poortjes ten val en kon zodoende niet aan de start van de tweede run verschijnen.
In 2003 behaalde Rocca zijn eerste medaille op een Wereldkampioenschap. Tijdens de slalom in Sankt Moritz eindigde hij als derde en behaalde daarmee de bronzen medaille. Twee jaar later deed hij dit in eigen land in Bormio nog eens over en pakte hij zijn derde bronzen medaille in het combinatieklassement van de slalom en de afdaling.